# Protobothrops dabieshanensis
Espèce
Protobothrops dabieshanensis est une espèce de serpents de la famille des Viperidae. 

## Répartition
Cette espèce est endémique de la province d'Anhui en République populaire de Chine.

## Description
Ce serpent atteint environ 85 cm au total et est ovipare.

## Taxinomie
Il est possible que la description de cette espèce effectuée par les auteurs ne soit pas valide car elle ne répond pas aux critères de la biologie. Son acceptation en tant qu'espèce valide est donc incertaine actuellement (2013).

## Publication originale
- Huang, Pan, Han, Zhang, Hou, Yu, Zheng & Zhang, 2012 : A New Species of the Genus Protobothrops (Squamata: Viperidae: Crotalinae) from the Dabie Mountains, Anhui, China. Asian Herpetological Research, vol. 3, no 3, p. 213–218.